# House of Fun

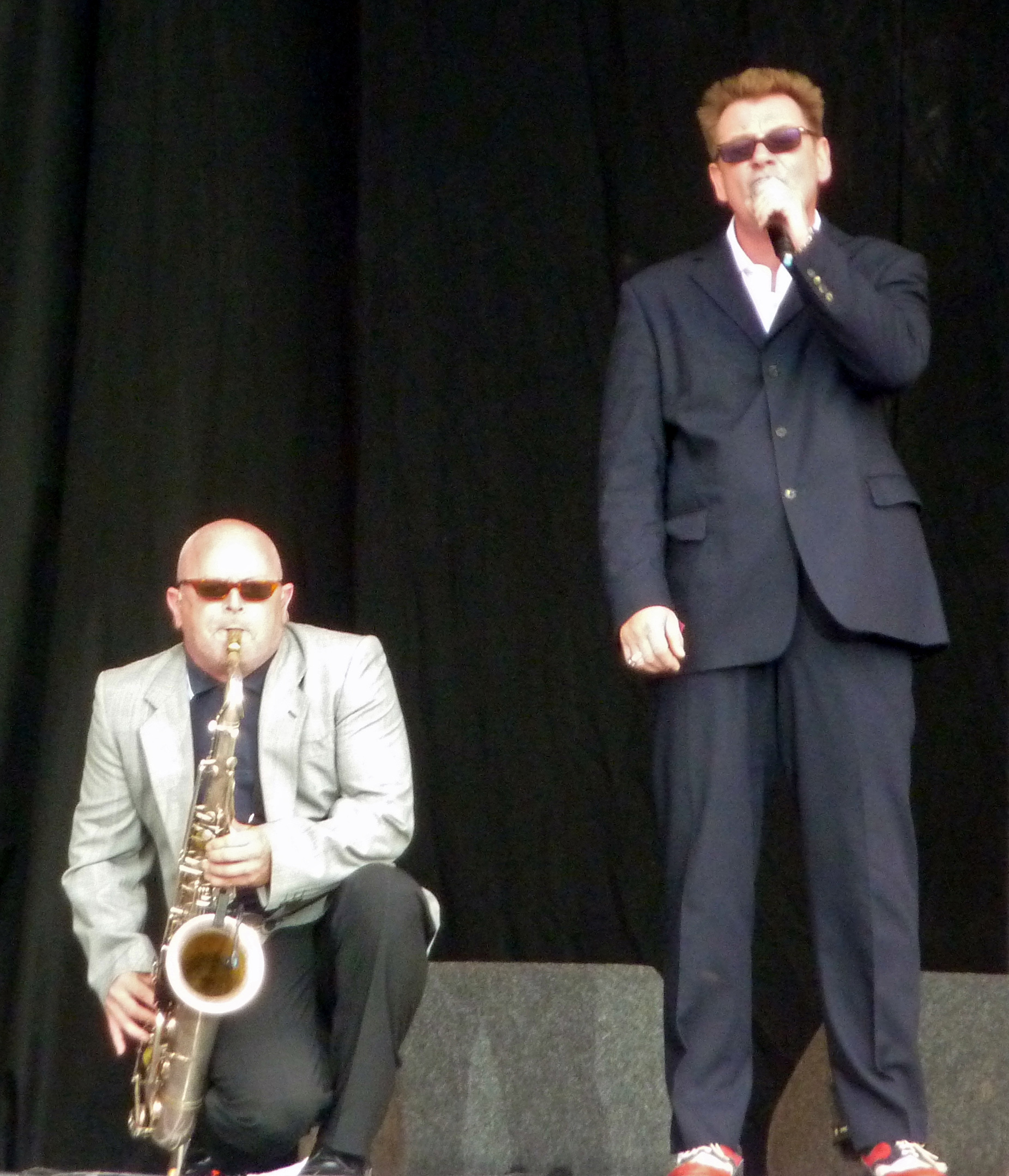
Saxophonist Lee Thompson (hier 2009 mit Chas Smash) hatte die Textidee zu House of Fun

House of Fun (deutsch: „Haus des Spaßes, der Freude“) ist ein Song der britischen Band Madness, der 1982 ihr einziger Nummer-eins-Hit in den britischen Singlecharts war. Mit der B-Seite Don’t Look Back wurde er am 14. Mai 1982 auf Stiff Records mit der Katalognummer BUY 146 veröffentlicht. Als Autoren werden zwei Bandmitglieder, Keyboarder Mike Barson und Saxophonist Lee Thompson, angegeben. Produzenten waren Clive Langer und Alan Winstanley, wie üblich unter ihrem gemeinsamen Aliasnamen Clanger Winstanley. Die ersten 70.000 Exemplare der Single erschienen als Picture Disc, ein Novum für Schallplatten der Band. Bereits drei Wochen vor der Single war House of Fun auf der LP Complete Madness erschienen, einer Kompilation vorrangig der vorherigen Hitsingles der Band, die zeitgleich mit House of Fun die Spitzenposition der Albumcharts erreichte.

## Textinhalt
Das Lied handelt von einem Jugendlichen, der an seinem 16. Geburtstag das Age of consent erreicht hat – das Ende des Schutzalters also, ab dem er legal Sex haben darf – und erstmals Kondome kaufen möchte. Die Idee für den Text hatte Lee Thompson schon einige Zeit im Kopf gehabt, ehe er in House of Fun umgesetzt wurde. Der Protagonist kommt mit den Worten „Guten Tag, heute bin ich 16 geworden und möchte ein bisschen Spaß, ich bin jetzt ein großer Junge.“ Er umschreibt gegenüber der Verkäuferin in der Apotheke jedoch das, was er haben will, ohne explizit Präservative zu erwähnen. So spricht er von einer „Schachtel Ballons mit dem federleichten Touch“ (“box of balloons with the feather-light touch”, eine Anspielung auf die Marke Durex Fetherlight). Er ändert seine Bestellung in Zahnbürste und Haarspray, als eine weitere – ihm bekannte – Kundin die Apotheke betritt. Die Verkäuferin versteht jedoch seine Bestellung nicht und rät ihm, nachdem er eine „Packung Partyhütchen mit bunten Spitzen“ (“box of party hats with the coloured tips”) verlangt, in ein Geschäft für Partyzubehör (das house of fun) zu gehen, denn er sei in einer Apotheke, nicht in einem „joke shop“, einem Scherzartikelladen. Symbolisch ist das house of fun im Kontext der Geschichte und aus Sicht des Protagonisten jedoch auch als Freudenhaus zu verstehen. Im Guinness-Buch der Nummer-eins-Hits nennen die Autoren den Song „eine Feier zur Einführung eines jungen Mannes in die Welt der verruchten Erwachsenen“. Im Refrain heißt es: 

“Welcome to the house of fun
Now I’ve come of age
Welcome to the house of fun
Welcome to the lion’s den
Temptation’s on his way”

„Willkommen im Haus des Spaßes
Jetzt, da ich erwachsen bin.
Willkommen im Haus des Spaßes
Willkommen in der Höhle des Löwen
Die Versuchung wartet schon“

Simon Reynolds schrieb in seinem Buch Rip It Up and Start Again, Madness hätten mit House of Fun „ihr fruchtbarstes Reservoir an Peinlichkeiten ausgeschöpft“ und ließen so „das sexuelle Erwachen wie einen Sündenfall in eine Welt der Groteske erscheinen“. Bandsänger Suggs sagte später:

„Wir haben nicht bewusst eine Botschaft verbreitet; wir haben einfach über Dinge geschrieben, die wir erlebt hatten.“

## Musik und Entstehungsgeschichte

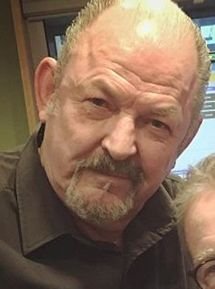
Dave Robinson sorgte dafür, dass der Song einen Refrain erhielt

Deutsche Single House of Fun

House of Fun ist eine Popkomposition im 4⁄4-Takt mit 126 Beats per minute in D-Dur. Eingespielt wurde der Song von der Stammbesetzung der Band: Graham „Suggs“ McPherson (Leadgesang), Chris Foreman (Gitarre), Mark Bedford (Bass), Mike Barson (Keyboard), Lee Thompson (Saxophon), Chas Smash (Trompete) und Daniel Woodgate (Schlagzeug).
Madness hatten bis zu diesem Titel alle elf veröffentlichten Singles in die Charts gebracht, die Titel auf dem Stiff-Label waren alle in den Top Ten bis auf den direkten Vorgänger Cardiac Arrest. Dave Robinson, Eigentümer von Stiff, hoffte auf eine höhere Platzierung für den nächsten Hit. Barson und Thompson hatten einen Song mit dem Titel The Chemist’s Façade („Fassade einer Apotheke“) komponiert; aufgenommen hatte die Band das Lied Anfang Februar 1982 in Trevor Horns Sarm West Studios in Notting Hill. Während der Mischung des Songs war Robinson mit den Produzenten und der Band in den AIR Studios. Robinson gefiel der Song, er vermisste jedoch einen Refrain. Sänger Suggs und Gitarrist Chris Foreman zogen sich – so erinnert sich Suggs in John Reeds Madness-Biografie House of Fun – darauf in ein Hinterzimmer zurück und schrieben den Refrain „Welcome to the house of fun“ und kreierten damit auch den Songtitel. Er beschwerte sich später darüber, dass beide nicht als Koautoren genannt worden waren. Da die Aufnahmen der anderen Parts des Songs bereits abgeschlossen waren, musste Toningenieur Alan Winstanley diesen in die existierende Aufnahme mischen, was sich mit den damaligen technischen Mitteln als schwierig erwies. So war Suggs’ Gesang so aufgenommen, dass das Wort „Welcome“ letztlich als „Elcome“ auf der vorfinalen Mischung erschien. Suggs musste das Wort erneut aufnehmen und Winstanley es in die endgültige Version integrieren – „nur, weil der Fokus des Liedes nicht mehr auf der Apotheke lag“, wie Winstanley erzählte. Robinson später: „Wenn man sich den Song anhört, den Teil, der reingeschnitten wurde – er hat einen leicht anderen Beat. Er ist nicht komplett synchron. Er wurde an das Ende jedes Verse angeschnitten, es blieb keine Zeit mehr; sie haben ihn [den Refrain] einmal aufgenommen und wir kopierten ihn mehrfach hinein.“
Es gibt zwei Versionen von House of Fun, die unterschiedlich enden. Auf der Originalsingle ist am Schluss ein kurzer Orchestral Hit zu hören, dem die Geräuschkulisse eines Jahrmarkts mit Drehorgel folgt. Diese Aufnahme wurde auch in einer Folge der Sitcom The Young Ones, in der Madness auftrat, benutzt (wurde dort aber vor den Jahrmarktgeräuschen ausgeblendet). Der Orchestral Hit und das Ende der Aufnahme wurden auf weiteren Veröffentlichungen (auch auf der zuvor erschienenen LP Complete Madness) entfernt und das Lied mit einem Fadeout des Refrains beendet, so dass diese Version etwa sieben Sekunden kürzer ist. Erst bei einer Wiederveröffentlichung 2010, auf einer erweiterten Neuauflage des Albums The Rise and Fall, kam die ursprüngliche Singleversion wieder zum Einsatz.

## Chartgeschichte
Sunie vom Record Mirror rezensierte den Song am 8. Mai 1982 und attestierte, dass es die zweite Single in Folge [nach Cardiac Arrest] sei, die unter dem Standard der Band wäre, in Anbetracht dessen, dass ihre Greatest-Hits-Kompilation [Complete Madness] als eine der besten aller Zeiten in einer Reihe mit denen von Blondie und Siouxsie and the Banshees stehe.
Trotz dieser kritischen Einschätzung stieg House of Fun am 22. Mai 1982 auf Platz acht in die Charts ein und kletterte in der Folgewoche auf Platz eins, wo die Single Nicoles ESC-Gewinnerlied A Little Peace (die englischsprachige Version von „Ein bißchen Frieden“) ablöste. House of Fun blieb zwei Wochen auf dem Spitzenplatz und verbrachte nachfolgend sechs weitere Wochen in den Top 100. Auch in der irischen Hitparade konnte die Single die Platz-eins-Position erreichen. Im Mai 1984 endete Madness’ Vertrag mit Stiff Records. Die Band wechselte zu Virgin Records, die Madness das eigene Label Zarjazz zustanden. Mit dem Wechsel erwarb Virgin auch die Rechte an allen vorherigen Madness-Aufnahmen, so dass in der Folge diverse Singles und Alben auf dem Virgin-Label wiederveröffentlicht wurden, so 1985 auch House of Fun. Während dieser Reissue nicht in den Charts notiert wurde, konnte sich im Jahr 1992 eine weitere Wiederveröffentlichung auf Platz 40 der britischen Charts platzieren (diesmal mit der B-Seite Un paso adelante!, einer spanischen Version der zweiten Madness-Single One Step Beyond…). In den deutschen, schweizerischen und österreichischen Charts konnte sich keine Veröffentlichung von House of Fun platzieren; in Neuseeland erreichte der Song Platz 23, in den Niederlanden kam er nicht in die Top 40, verbrachte aber sechs Wochen in der Tipparade, in den konkurrierenden Dutch Charts wurde er auf Platz 34 notiert. In den USA wurde die Single nicht veröffentlicht, das Video wurde aber auf MTV ausgestrahlt.

## Rezeption
Für Musikpsychologe Michael Bonshor von der University of Sheffield zählt House of Fun zu den drei Songs, die am besten eine fröhliche Stimmung im Hörer erzeugen, neben Good Vibrations von den Beach Boys und I Got You (I Feel Good) von James Brown. Für ihn sind seine Kriterien in dem Madness-Song erfüllt, darunter ein kurzes Intro und ein treibender Beat: „Fröhliche Lieder haben in der Regel einen starken 1-2-1-2-Takt, so dass man dazu tanzen kann. Wir mögen hohe Lautstärke… mit Tönen, die von Instrumenten wie Trompeten oder E-Gitarren auf helle und lebhafte Weise gespielt werden. Das Tüpfelchen auf dem i ist schließlich ein sich wiederholender Rhythmus oder ein Gitarrenriff, an dem sich die Menschen festhalten können und der einprägsam ist.“
Das Lied sei eine Hommage an die Music Hall und empfinde durchgehend „die Atmosphäre eines Jahrmarkts“ nach, schrieb Richard Balls in seinem Buch über Stiff Records. „Der alltägliche Charakter der Texte und der Sinn für das Erzählen von Geschichten war in Stil und Darbietung ebenfalls typisch englisch.“ John Reed, Autor der Madness-Biografie House of Fun, konstatierte, dass die Doppeldeutigkeiten im Text „über den peinlichen ersten Kauf von Kondomen so manchen männlichen Teenager mit einem Glitzern im Auge zurückließen“. Andy Smith stellt in seinem Eintrag über Madness im Buch Rock – The Rough Guide fest, House of Fun sei wahrscheinlich der „großartigste Moment“ ihrer Karriere gewesen, „eine herrlich surreale Geschichte über das Erwachsenwerden und pubertäre Missverständnisse in der Apotheke.“ „Kurz gesagt,“, bilanziert John Reed seine Sicht des Songs, „House of Fun verdeutlichte die Fähigkeit von Madness, vorpubertäre Kinder anzusprechen, die von den schrägen Melodien und den witzigen Ideen der Band begeistert waren, während sie ihnen gleichzeitig berührende, tiefgründige Texte boten.“
Madness selbst verwendeten House of Fun in ihrem Musical Our House (Buch: Tim Firth), das 2002 im Londoner West End uraufgeführt und auch 2023 in London noch gespielt wurde. Obwohl House of Fun der höchstplatzierte Madness-Hit in Großbritannien war, findet sich später wenig Widerhall davon in populären Filmen oder Fernsehserien – weniger jedenfalls als für den in Kontinentaleuropa und den USA erfolgreicheren Song Our House. Als House of Fun 1982 populär war, wurde er im selben Jahr in der kurzlebigen Serie Minipops gecovert, einer Fernsehshow, in der Kinder in Kostümen ähnlich der Originalinterpreten populäre Hits nachsangen; zur Reihe wurden von K-tel mehrere Alben veröffentlicht. Auf einem von diesen, We're the Minipops, befand sich auch die Version von House of Fun. Das Original von Madness wurde in einer Folge der Serie Death in Paradise verwendet und auf einer Soundtrack-CD herausgebracht. Der Song fand in der Tanzshow Strictly Come Dancing ebenso Verwendung wie in Episoden der Serien Jonathan Creek, Gordon Ramsay: Chef ohne Gnade, Gavin & Stacey und Grange Hill sowie der Kochshow Who’s Doing the Dishes?. Filme, in denen House of Fun zu hören war, waren unter anderen Rita, Sue und Bob dazu… (1986), Exhibit A (2007), Das magische Haus (2013) und Shaun das Schaf – Der Film (2015) sowie der Dokumentarfilm When Snooker Ruled the World (2002).
Neben der Version der Mini Pops finden sich nur wenige Versionen anderer Interpreten So wurde auf der Kompilation House of Ska: A Tribute to Madness im Jahr 1998 eine Version der schwedischen Ska-Band The Skalatones veröffentlicht. Der London Gay Men’s Chorus coverte das Lied auf seiner CD Accentuate the Positive (2008). Die walisische Band Cartoon Violence produzierte eine Version für eine Charity-Kompilation.
Im Computer-Magazin Mean Machine Sega wurde 1993 ein Videospiel Madness: House of Fun vom Unternehmen Sega für die Konsole Mega Drive angekündigt. Dies wurde jedoch nie veröffentlicht. Im Videospiel Sackboy. A Big Adventure wurde der Song im Soundtrack verwendet.
John Reed benannte seine Madness-Biografie nach House of Fun.

## Video
Videos waren für Stiff Records, insbesondere im Zusammenhang mit Madness, verkaufsfördernd, da ein großer Teil der Jugendlichen Musik auch über den visuellen Anreiz kaufte. Schon vor dem Start von MTV hatte Robinson für eine seiner ersten Singles, New Rose von The Damned, ein Video bei Liveauftritten der Band fertigen lassen. Auch für Madness ließ Stiff ab der ersten Single One Step Beyond… (veröffentlicht im Oktober 1979) Clips drehen. Die TV-Chartshow der BBC, Top of the Pops, hatte Madness früh in ihren Studio- und Redaktionsräumen gehabt, die sieben Nutty Boys und die Verantwortlichen hatten jedoch Differenzen über das gegenseitige Benehmen, so dass es ein ungeschriebenes Übereinkommen gab, dass Madness nicht mehr live in der Show auftreten und die BBC stattdessen die Hitvideos ausstrahlen würde. Als House of Fun erstmals Platz eins erreicht hatte, tourten Madness gerade in Japan; die BBC arrangierte für Top of the Pops eine Satellitenschalte, damit die Band ihr Video selbst ansagen konnte.
Gleichzeitig mit der Kompilation Complete Madness hatte Stiff eine gleichnamige VHS- und Betamax-Cassette mit den Videos zu 13 Madness-Songs herausgebracht, darunter war auch der Clip zu House of Fun. Die sieben Bandmitglieder hatten bereits vor Veröffentlichung der Single Videomaterial im Great Yarmouth Pleasure Beach, unter anderem auf dem Roller Coaster, und weiteren Jahrmärkten in Norfolk – eine Location gehörte der Familie von Lee Thompson – gedreht. Dieses bauten sie in den späteren Clip ein. Weitere Aufnahmen wurden in und vor einer Apotheke in Kilburn und einem Kostümverleih in Camden gedreht. Sänger Suggs spielte dabei den jugendlichen Protagonisten, während die anderen Bandmitglieder in verschiedensten Verkleidungen auftraten. Regie führte Nigel Dick, damals Pressesprecher bei Stiff Records und am Anfang seiner Karriere als Regisseur von Musikvideos für Britney Spears, Band Aid und viele andere. Bei den Music Week Awards gewann der House-of-Fun-Clip den Preis für das beste Video des Jahres. Im Video spielte Clare Muller, damalige Hausfotografin von Madness, die Apothekerin. Ihre Fotos, aufgenommen während der Dreharbeiten, wurden auf dem Cover der britischen Single verwendet. Die Vorderseite zeigt vor einem Regal und einer Wand mit Masken drei Madness-Mitglieder in weißen Kitteln, die Scherzbrillen mit an Federn herausquillenden Augäpfeln tragen. Das Schwarz-Weiß-Bild auf der Rückseite zeigt die Band in einem Achterbahnwagen. Die Picture Disc zeigt andere Motive: auf der A-Seite ein Foto der Nutty Seven, die mit ihren rechten Händen in die Kamera winken. Auf der B-Seite sind alle sieben in laufenden Posen kreisförmig angeordnet: Beim Abspielen der Platte bewegen sie sich so scheinbar rückwärts um die Achse des Plattentellers. Diese beiden Motive sind auch auf der Hülle der deutschen Single abgebildet.